# Georgette Paul
Georgette Paul (née Catherine Agadjanian à Petrograd le 25 novembre 1911 et morte en 1990) est une autrice française d'origine arménienne. Elle est la mère du réalisateur Francis Veber.

## Biographie

### Famille
Son père, Karapet Agadjaniantz (en), est un psychiatre et neurologue reconnu, né à Tiflis et formé à Saint-Petersbourg, où il a eu Catherine en 1911. Il était lui-même le fils de Sarkis Agadjaniantz, archiprêtre apostolique arménien et de Deniche Mamikonian. Catherine serait ainsi une lointaine descendante de la dynastie des Mamikonian, qui régna sur l'Arménie au Ve siècle,. Sa mère Anna Davidoff est née en 1885 à Armavir.
Catherine a deux grands frères, Nicolas (1909-1993) et Georges (1910) avec qui elle grandira et habitera au moins jusqu'en 1931.

### Histoire
Catherine serait arrivée à Paris enfant, vers 1924 avec ses parents et ses deux frères. Habitant initialement à Paris 16e, ils s'installent dans le 8e arrondissement quelques années plus tard.
En 1932, alors qu'elle à 20 ans, elle tente une première union avec un cinégraphiste dont elle divorce deux ans plus tard, en 1934.
En 1933, le 24 octobre, alors que ses parents se font naturaliser français, elle obtient la nationalité française, par effet collectif.
En 1935, Catherine Agadjanian épouse l'écrivain Pierre-Gilles Veber, avec lequel elle a deux enfants : le réalisateur Francis Veber en 1937 et une fille, elle-même mère de l'autrice Sophie Audouin-Mamikonian.
Elle est amie avec Anna Boudaghyan, metteuse en scène arménienne reconnue qui vit à Paris et contribue à la carrière littéraire de Catherine et à celle de son mari de par ses nombreuses relations.
Son père décède en 1955 et son mari en 1968. Elle meurt en 1990.

## Œuvre
Elle publie 43 recueils de nouvelles et romans entre 1942 à 1980, dont :
- Fantôme (1942)
- Alice (1945)
- Neiges (1949)
- La Blonde enchanteresse (1955)
- Mademoiselle Fanny, pièce de théâtre en trois actes, coécrite avec Gabriel Arout, d'après une nouvelle de Pierre Veber (montée en 1956[10], publiée en 1957[11])
- L'Invitée du destin (1958)
- Le Vautour aux ailes d'or (1959)[12]
- La Paloma (1959)[13]
- Banco Cynthia (1961)[14]
- Ballet pour une ombre (1963)
- L'Inconnue de Portland, j'étais au rendez-vous (1980)